# Pieve dei Santi Vincenzo e Pietro
La pieve dei Santi Vincenzo e Pietro è un edificio sacro di Chitignano che si trova in via Europa.

## Storia e descrizione
L'attuale parrocchia venne costruita agli inizi del Seicento per volere di Pier Francesco Ubertini e venne consacrata dal vescovo aretino Antonio Ricci nel 1614, come attesta un'iscrizione lapidea sulla parete destra. 
L'edificio, a navata unica con due cappelle laterali, è stato rimaneggiato più volte; la facciata e il portico laterale sono di epoca tardobarocca, anche se il soprastante locale finestrato è degli inizi del Novecento. Sul fianco destro si erge una torre campanaria con orologio costruita intorno al 1850. 
All'interno è conservato un altare ligneo con tela centinata raffigurante la Madonna del Rosario e santi, probabilmente dei primi decenni del XVII secolo; vi si trova anche un'interessante tela seicentesca raffigurante Sant'Orsola.